# Bischofsheim in der Rhön
Bischofsheim in der Rhön, Bischofsheim i.d.Rhön (do 31 grudnia 2019 Bischofsheim an der Rhön, Bischofsheim a.d.Rhön) – miasto w Niemczech, w kraju związkowym Bawaria, w rejencji Dolna Frankonia, w regionie Main-Rhön, w powiecie Rhön-Grabfeld. Leży w Rhön, ok. 17 km na północny zachód od Bad Neustadt an der Saale, przy drodze B279 i B278.

## Dzielnice
W skład miasta wchodzą następujące dzielnice: Frankenheim, Haselbach, Oberweißenbrunn, Unterweißenbrunn i Wegfurt.

## Demografia
| Rok  | Liczba mieszk. |
| 1970 | 4942           |
| 1987 | 4610           |
| 2000 | 5158           |
| 2005 | 5073           |

## Zabytki i atrakcje
- klasztor Kreuzberg z kościołem pielgrzymkowym
- wieża Zenn, z XIII w, 26 m wysokości
- ruiny zamku Osterburg
- jezioro Roth
- wodospad Teufelsmühle
- Kreuzberg – najwyższa góra Dolnej Frankonii, 932 m n.p.m.

## Galeria

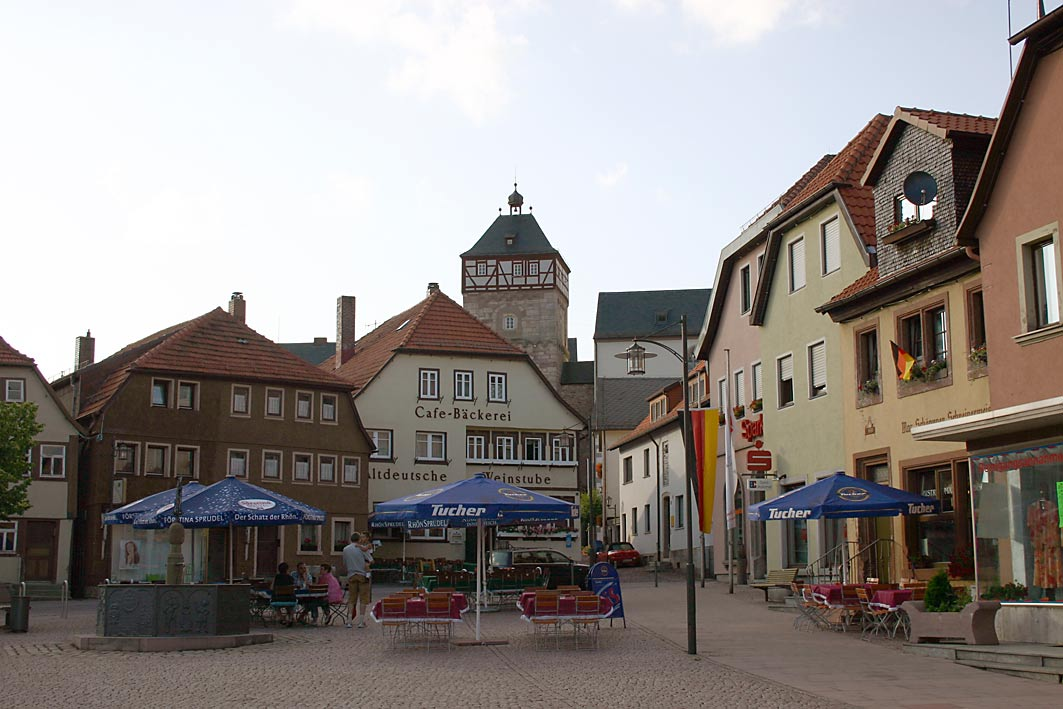
Rynek
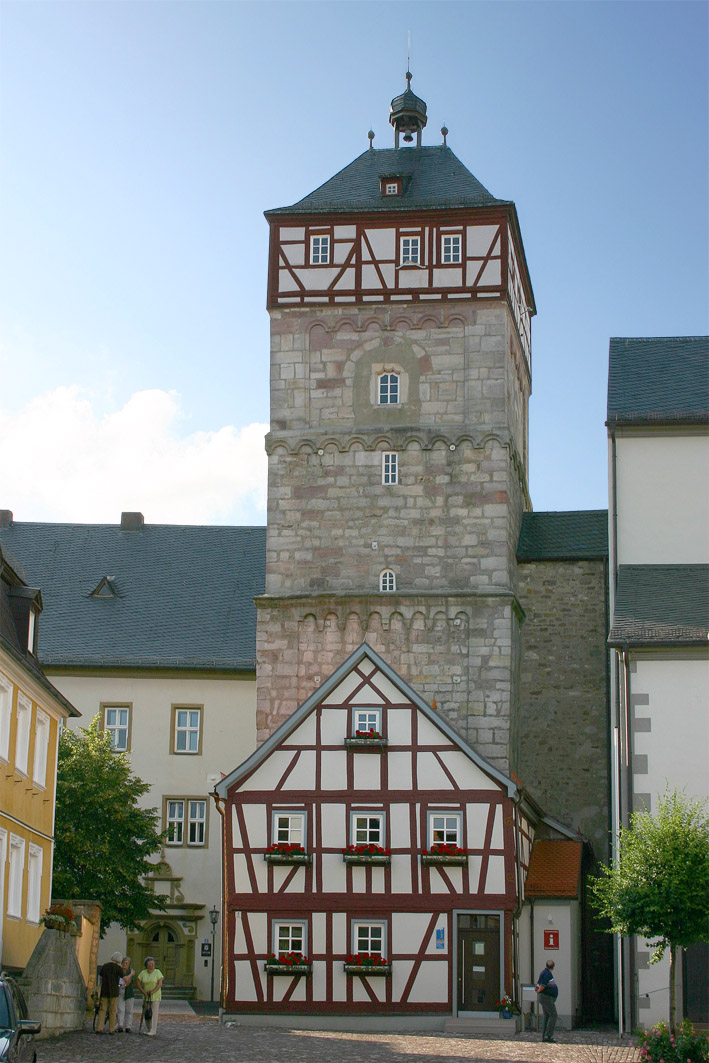
Wieża Zenn
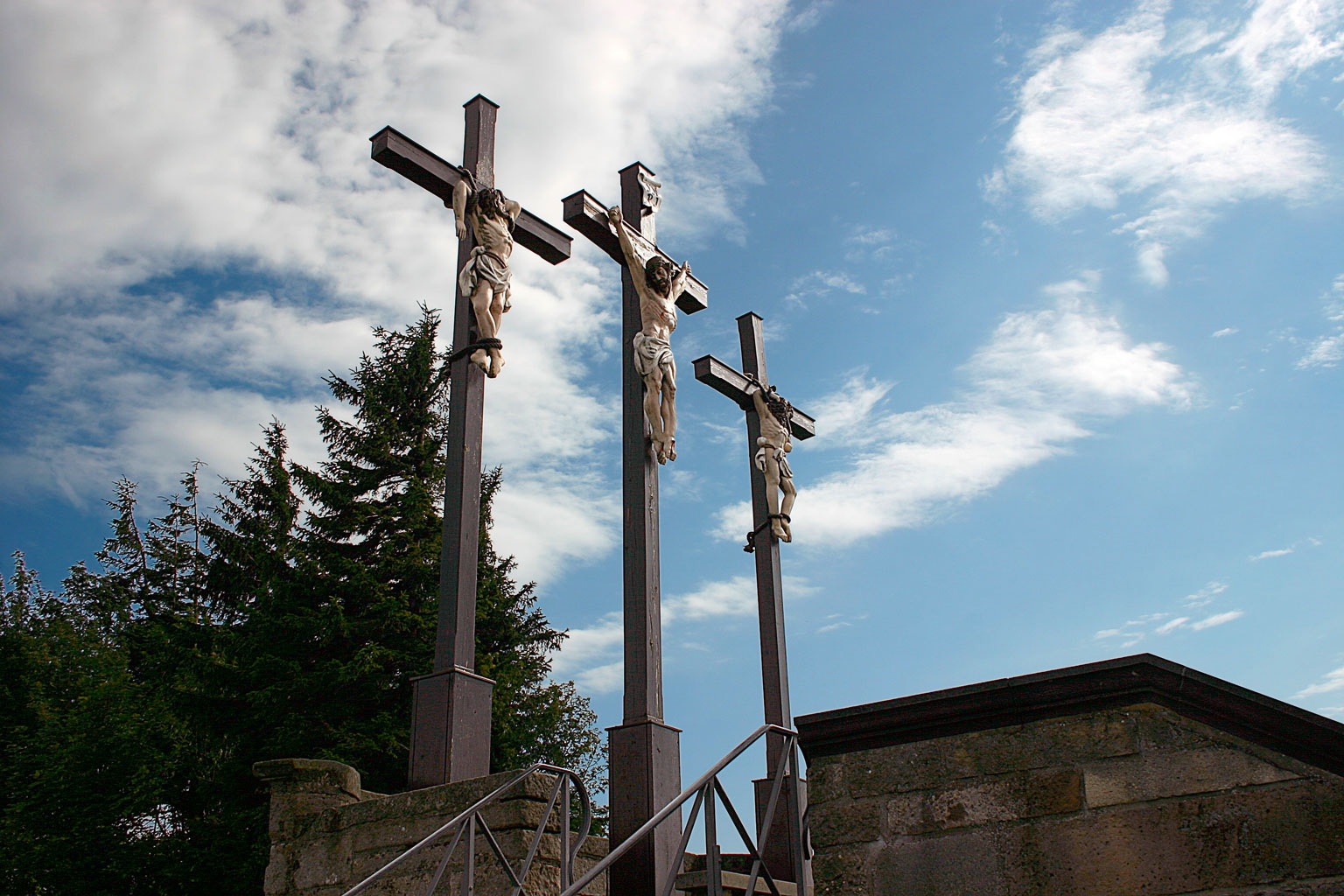
Krzyże na Kreuzbergu
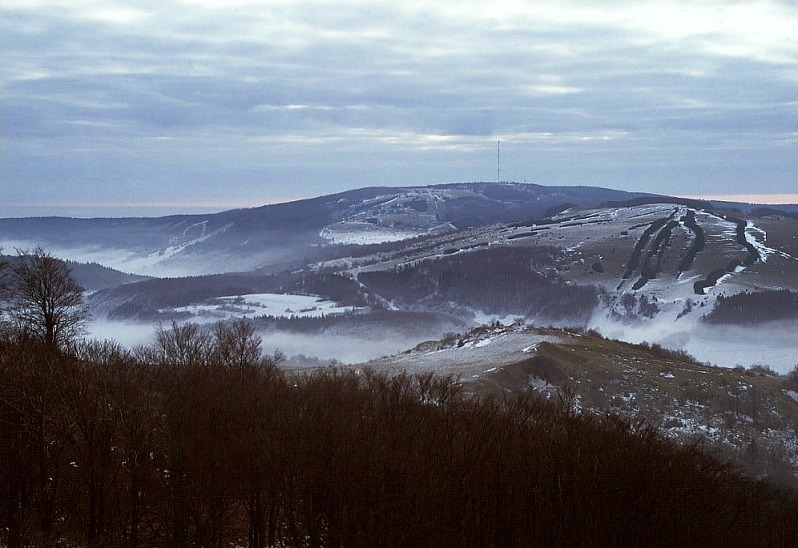
Kreuzberg